# Whiteheads boomtimalia
Whiteheads boomtimalia (Zosterornis whiteheadi synoniem: Stachyris whiteheadi) is een zangvogel uit de familie  Zosteropidae (brilvogels). Deze vogel is genoemd naar de Britse ornitholoog John Whitehead die het holotype had verzameld.

## Kenmerken
Whiteheads boomtimalia is een timalia van gemiddelde grootte, met een maximale lengte van 15 centimeter. Het verenkleed van deze soort is niet seksueel dimorf. Het aangezicht is kastanjekleurig. De kruin en de achterzijde van de kop zijn grijs. De vleugelveren en staartveren zijn olijfbruin, de borst is enigszins vaalgeel. De ondersoort Z. w. sorsogonensis verschilt van Z. w. whiteheadi in de zwarte kleur van hun kruin en achterzijde van de kop.

## Verspreiding en leefgebied
Whiteheads boomtimalia komt voor in de bergen van het Filipijnse eiland Luzon en telt twee ondersoorten:
- Z. w. sorsogonensis (Rand & Rabor, 1967): zuidelijk Luzon.
- Z. w. whiteheadi Ogilvie-Grant, 1894 : noordelijk en centraal Luzon.

## Status
De grootte van de populatie is niet gekwantificeerd maar de soort wordt omschreven als algemeen tot zeer algemeen. Op de Rode lijst van de IUCN heeft deze soort de status niet bedreigd.